# Townsend (unidad)
El Townsend (símbolo Td) es una unidad física del campo eléctrico reducido (proporción {\displaystyle E/N}), dónde {\displaystyle E} es el campo eléctrico y {\displaystyle N} es la concentración de partículas neutras. 
El nombre es un reconocimiento a John Sealy Townsend, quien dirigió las primeras investigaciones sobre la ionización de gases.

## Definición
Está definido por la relación
{\displaystyle 1\,{\rm {Td}}=10^{-21}\,{\rm {V\cdot m^{2}}}=10^{-17}\,{\rm {V\cdot cm^{2}}}.}

Por ejemplo, con un campo eléctrico de
{\displaystyle E=2.5\cdot 10^{4}\,{\rm {V/m}}}
en un medio con densidad
{\displaystyle N=2.5\cdot 10^{25}\,{\rm {m^{-3}}}}
se tiene
{\displaystyle E/N=10^{-21}\,{\rm {V\cdot m^{2}}}}
lo que corresponde a {\displaystyle 1\,{\rm {Td}}}

## Usos
Esta unidad es importante en física de descarga eléctrica en gases, donde sirve como parámetro de escala porque la energía media de los electrones (y por lo tanto, de muchas otras propiedades de la descarga) es típicamente una función de {\displaystyle E/N} sobre un amplio rango de {\displaystyle E} y de {\displaystyle N}.
La concentración {\displaystyle N}, una relación simple entre la presión y la temperatura de un gas ideal, controla el camino libre medio y la frecuencia de colisión. El campo eléctrico {\displaystyle E} gobierna la energía liberada entre dos colisiones sucesivas. 
Aumentar el valor de la intensidad del campo eléctrico en un factor q equivale a reducir la densidad N del gas por el mismo factor q.